# Île Nancy
Pour les articles homonymes, voir Nancy (homonymie).
L’île Nancy, également appelée île d’Andrésy, est une île de la Seine, longue de 3 000 mètres environ, située dans les Yvelines entre Andrésy (commune à laquelle elle est rattachée administrativement) et Achères.

## Description
Située juste en aval de la confluence de l’Oise et de la Seine, elle est très étroite sur ces deux tiers amont, plus ou moins 100 mètres et s’élargit en aval (maximum de 230 mètres). L’île est presque entièrement boisée et constitue un espace naturel, n’hébergeant qu’une dizaine d’habitants. Elle n’est reliée par aucun pont ou passerelle à l’une des rives et l’on s’y rend grâce à un embarcadère. Au nord de l’île, le barrage-écluse d'Andrésy coupe le chenal Est de la Seine et à l’extrémité sud, un déversoir coupe lui le bras de Seine séparant l’île d'Andrésy de la pointe nord de l’île voisine de la Dérivation. L'île est ouverte au public de la mi-avril à début novembre.

## Historique
L’île est le résultat de la réunion au milieu du XIXe siècle, pour faciliter la batellerie, de trois îles : l’île Nancy qui faisait face à la ville d’Andresy, l’île du Devant, en grande partie artificielle construite sous Colbert, et l’île d’en Bas, la plus en aval.

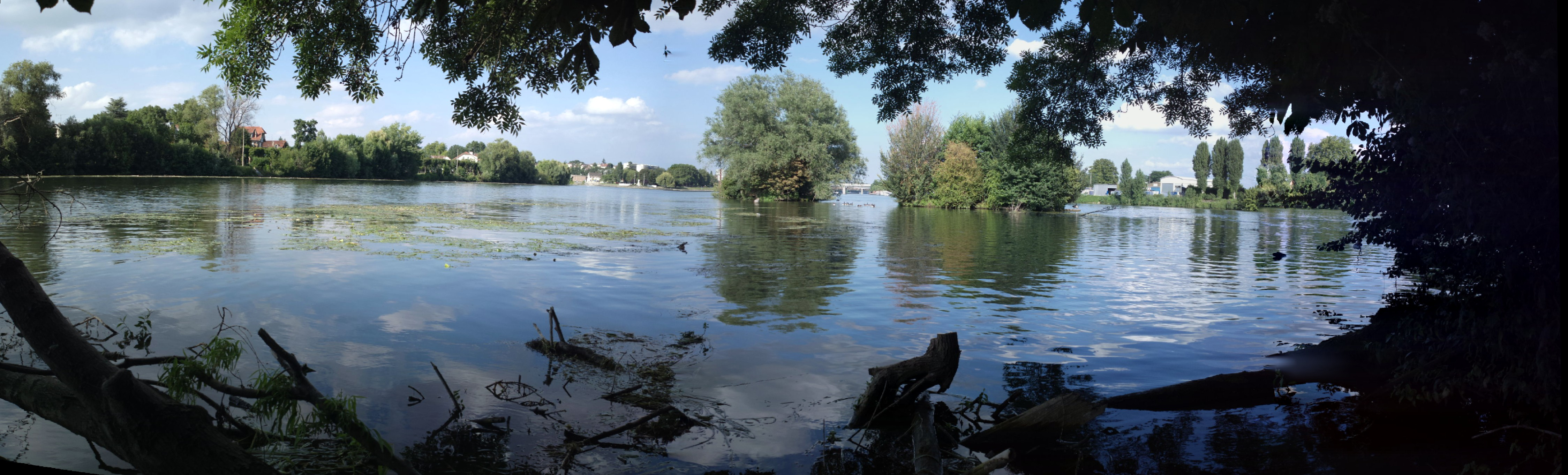
L'île Nancy (le nord de l’île du Devant)
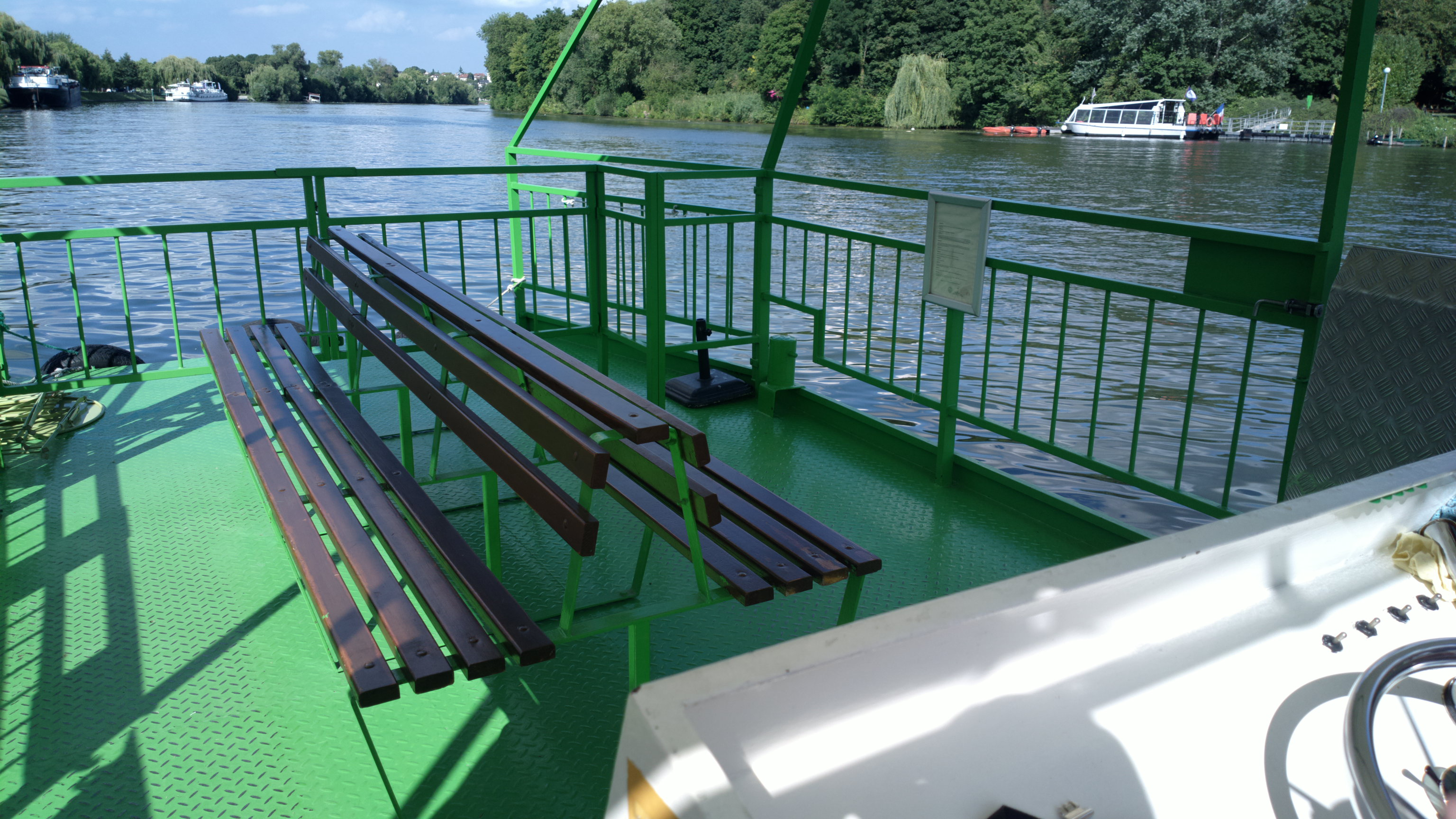
Le bac d’Andresy à l'île Nancy
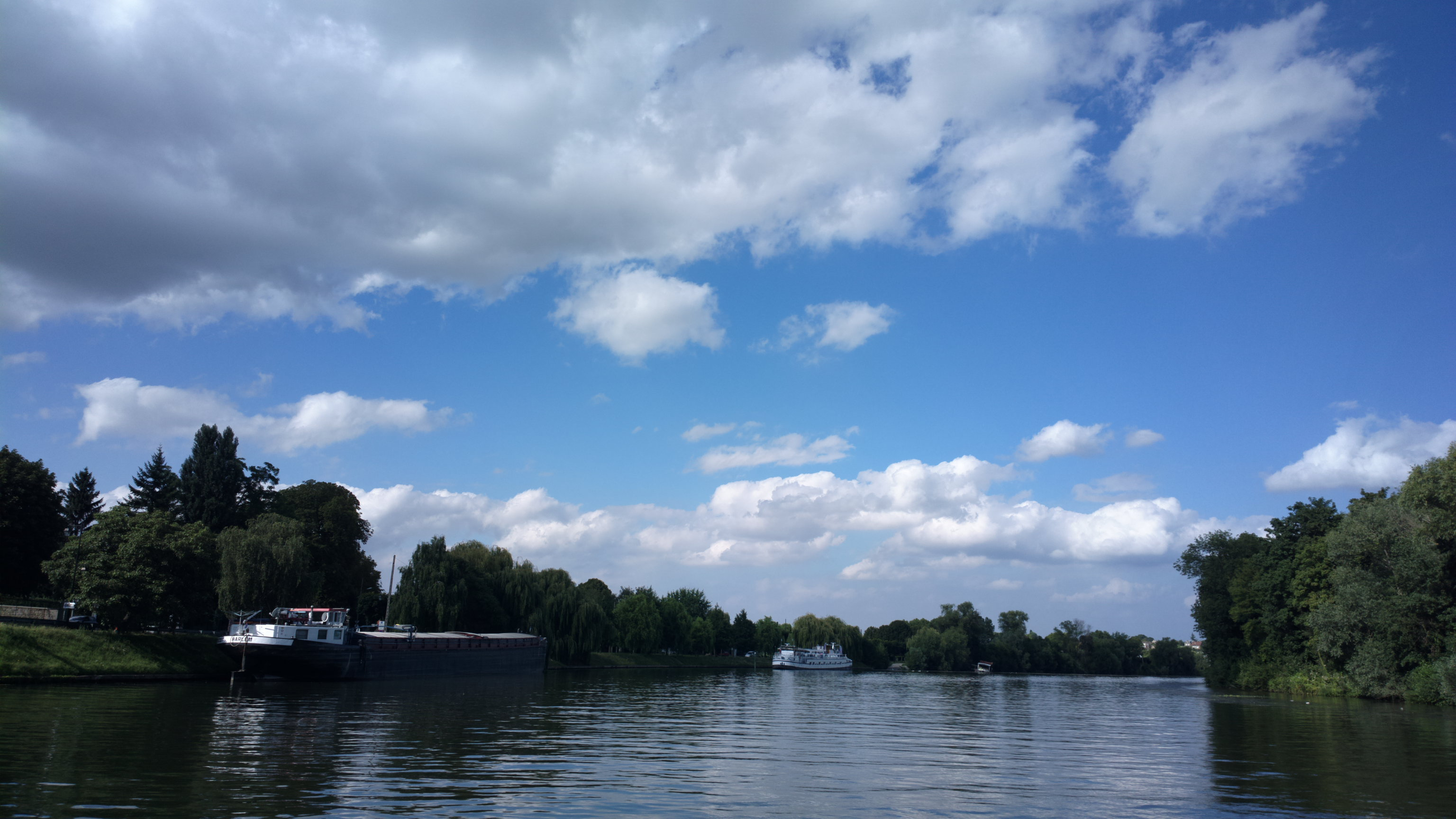
La Seine à l'île Nancy

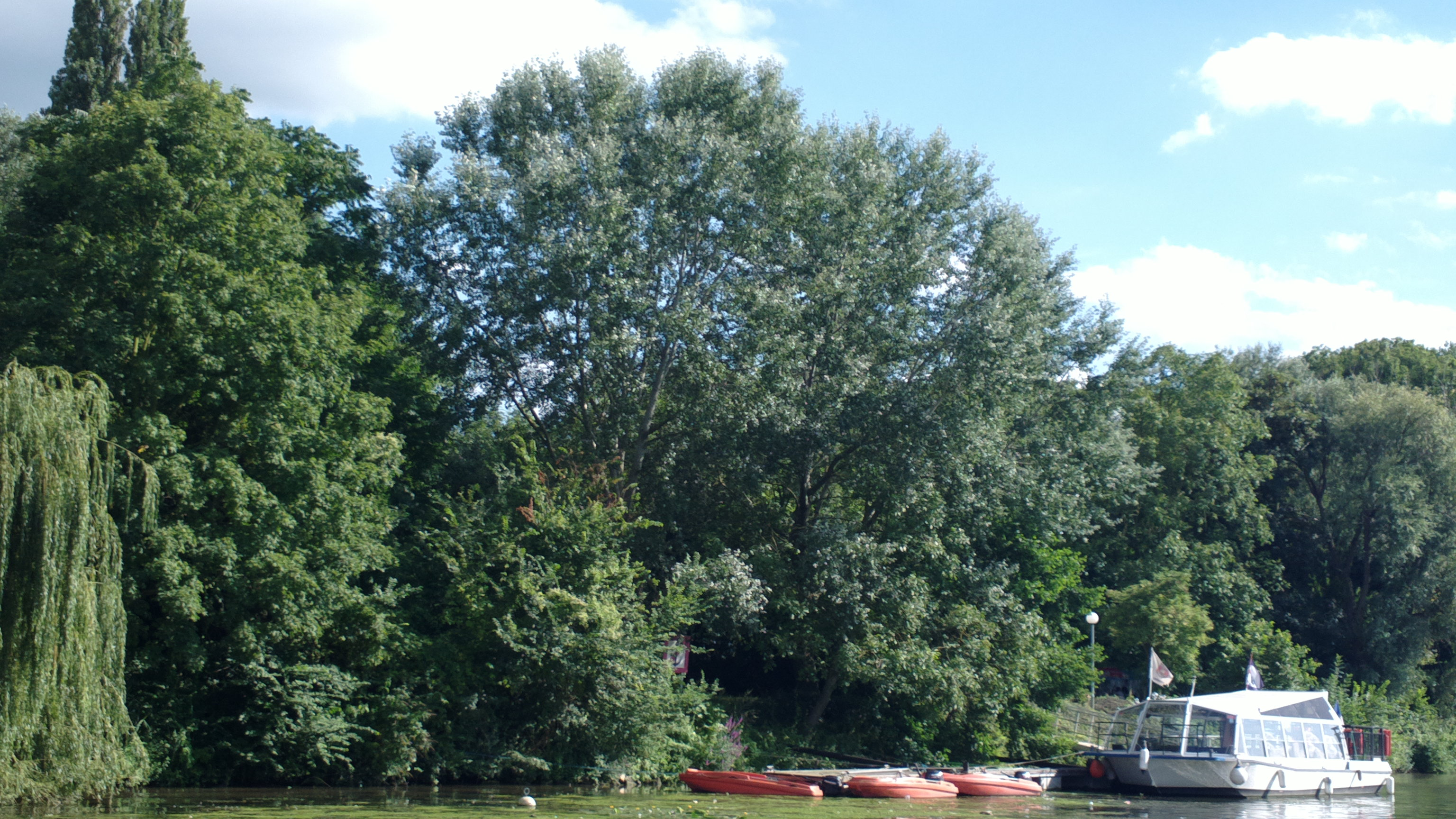
Embarcadère
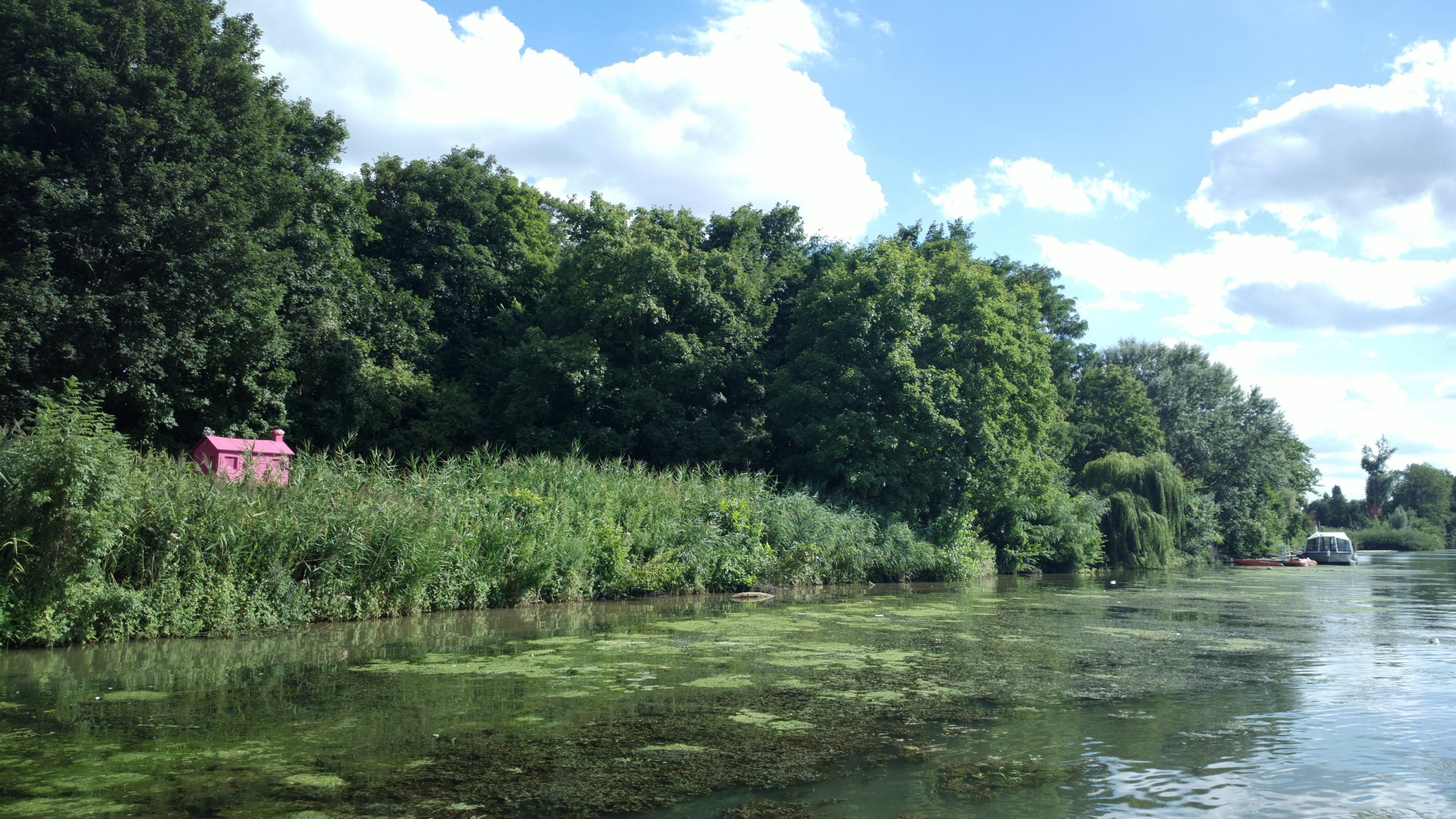
Les bords de l'île Nancy

## Manifestation
En 2015, la ville d'Andrésy annonce le projet « Trek île », projet de promenade où un chemin traversera de part et d'autre l'île. À la suite de cette annonce de la mairie, une manifestation s'est déroulée le 21 mai à Andrésy où s'est joint le parti écologiste Europe Écologie Les Verts, qui qualifie ce projet d'« inutile », de « coûteux » et de « destructeur ».